# آباره

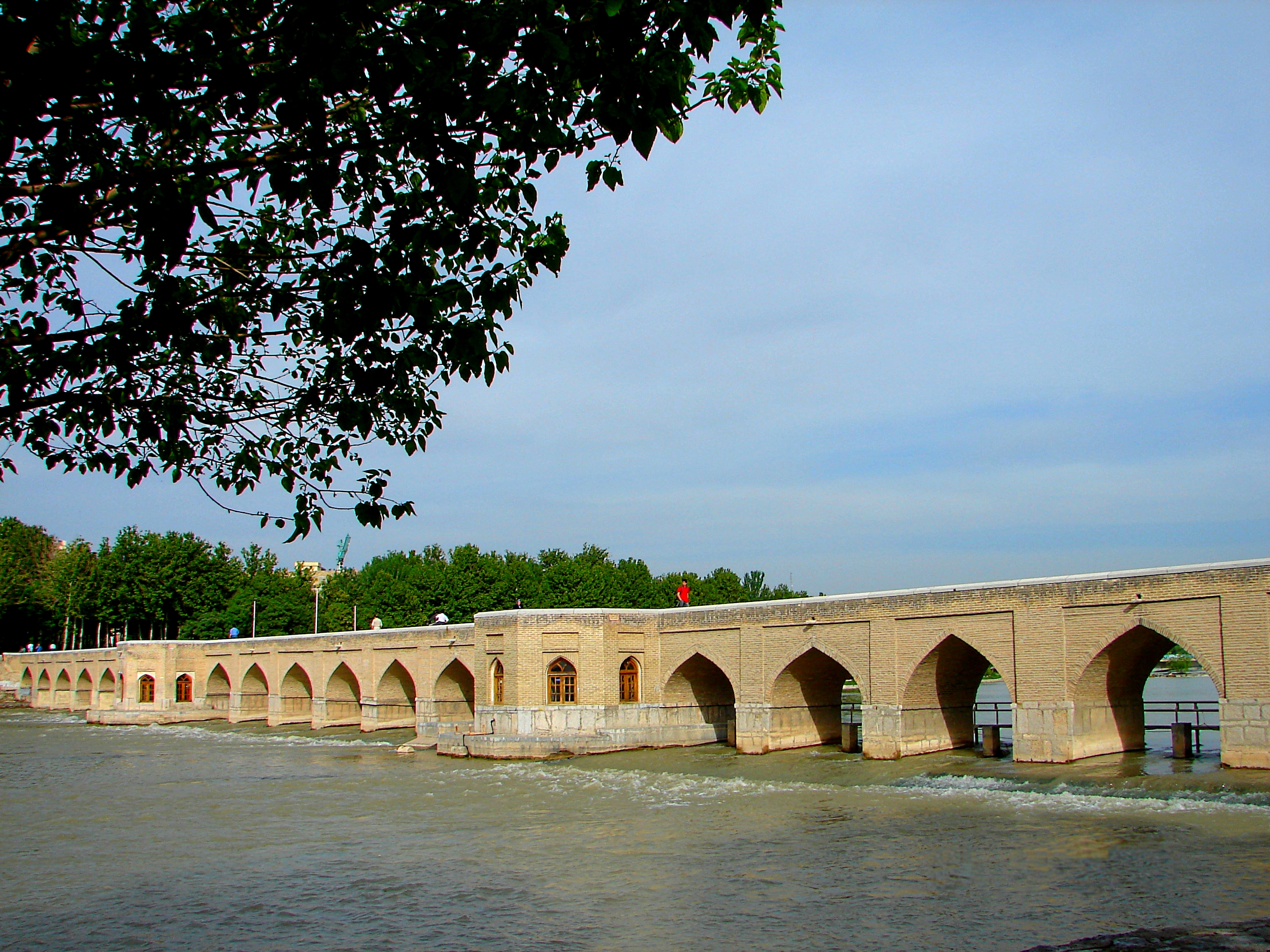
آبارهٔ پل جوبی در اصفهان

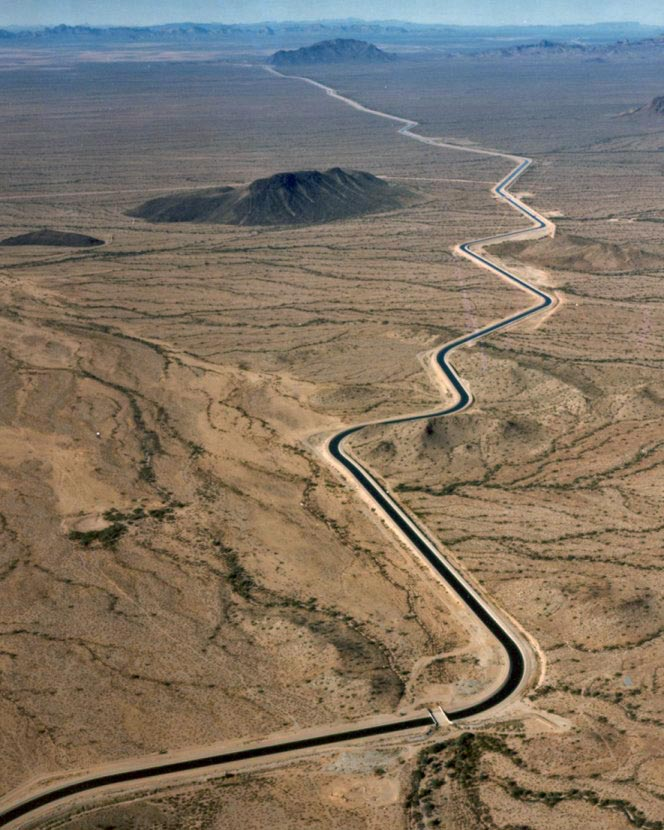
پروژه آباره آریزونای مرکزی که در سال ۱۹۷۳ شروع به احداث شد آب را از رودخانه کلرادو به جنوب ایالت آریزونا انتقال می‌دهد.

آباره یا آنچه آب را می‌رساند، به مجراهای گفته می‌شود که جریان آب را در مسیر خاصی هدایت می‌کنند. آباره‌ها برای عبور آسان آب ساخته می‌شوند.
در علوم مهندسی نوین این اصطلاح برای هر سامانه لوله‌ای شکل، راه آب، نهرآب، کانال، قنات، تونل و دیگر سامانه‌های عمرانی استفاده می‌شود. همچنین اصطلاح آباره گاهی به پل‌های آبی گفته می‌شود. پل‌های آب گذرها به منظور رد شدن آب رودخانه‌ها از زیر ساختارهای راه‌آهن، راه شوسه که بر روی یک شکاف بزرگ زمینی هستند کاربرد دارند. اصطلاح آباره (aqueduct) از کلمه‌های لاتین aqua و ducere به ترتیب به معنای آب و گذر اخذ شده‌است.

## پیشینه ساخت آباره
در معماری سنتی ایران از گذشته‌های دور برای انتقال آب از آباره‌ها استفاده می‌شده‌است. هر چند در ایران استفاده از قنات به عنوان مجرای زیرزمینی آب به دلیل مزایای بهداشتی و کاهش تبخیر بیشتر متداول بوده‌است ولی آباره‌ها نیز در برخی موارد در ادامه مسیر قنات یا جوی‌ها ساخته می‌شده‌اند. آباره‌ها در معماری سنتی جوی‌های کوچکی با شیب بسیار کم هستند که به شکل پل موانع، پستی بلندی‌ها و گاهی مسیل‌ها را رد می‌کند تا آب را برای کشت و کشاورزی یا کارهای دیگر برساند. نمونه آن در نزدیک خرانق یزد، قلعه حاتم بجنورد یزد و روستای دشتو در بخش لارستان فارس موجود است. نمونه متاخر تر آن پل جویی در اصفهان می‌باشد.
ساخت آباره‌ها در معماری روم باستان نیز مرسوم بوده‌است.

## آباره در راهسازی
آب گذر یکی از انواع ابنیه فنی در راه‌سازی است که به جهت تسهیل در تخلیه یا عبور آب‌های سطحی از یک طرف به طرف دیگر راه احداث می‌گردد.
جهت طراحی ابعاد آباره نیاز به انجام مطالعات هیدرولوژیکی می‌باشد. این مطالعات به جهت محاسبه حداکثر حجم آبی که در زمان اوج بارندگی یا پس از آن به آباره می‌رسد انجام می‌گردد.
محاسبه صحیح حجم آب سبب تخلیه مناسب جریان سیلابی می‌گردد که در مسیر خود به جاده احداث شده برخورد می‌نماید. عدم طراحی مناسب آباره سبب شسته شدن جسم راه و تخریب راه احداث شده می‌گردد.

## انواع اصلی آباره متداول در ایران

### آبارهٔ دالی
بر روی آن خاکریزی نمی‌شود و ارتفاع آن هم طراز جاده است.
از بتن آرمه ساخته می‌شود

### آبارهٔ زیرخاکی
به آن‌دسته از آباره‌هایی که مجموع ضخامت خاکریزی و روسازی بیشتر از ۶۰ سانتی‌متر باشد را «آبارهٔ زیرخاکی» گویند. (براساس تعاریف نشریه ۱–۲۹۳)

### آبارهٔ مدفون
اغلب قوسی شکل که بر روی آن خاکریزی با ارتفاع بالا انجام شده و در دره‌های عمیق و بسیار پایین‌تر از ارتفاع جاده قرار می‌گیرد.

## پارامترهای مهم طراحی آباره
هر آباره دارای پارامترهای طراحی به شرح زیر است.
- تعداد دهانهٔ آباره
- عرض هر دهانهٔ آباره
- ارتفاع آباره

برای مثال برای نامیدن آباره می‌گویند ۳ دهانه ۵ متری به ارتفاع ۲ متر یا ۳*۵*۲
در محل‌هایی که معمولاً دشت محسوب شده و محاسبات هیدرولوژیکی برای مسیر راه انجام نمی‌گردد به صورت عرف در هر ۲۰۰ متر یک آباره با دهانه ۲ متری به شکل قوطی، لوله با قطر ۲ متر یا آباره‌ای با مصالح بنایی یا بتنی تعبیه می‌گردد.

## استانداردسازی آباره‌ها
به جهت برآورد هزینه احداث هر آباره و نیز اجرای آسان مجموعه آباره‌ها تا دهانه ۸ متری در دفترچه‌ای با نام آیین‌نامه ۸۳ موجود می‌باشد.
آباره‌ها با دهانه ۶ متر و بیشتر دیگر آباره محسوب نشده و پل می‌باشند. تفاوت پل با آباره در امکان خاک ریزی بر روی آباره است. خاکریزی بر روی پل سبب اضافه شدن بر وزن آن شده و هزینه ساخت پل را بالا می‌برد.
مجموعه نقشه‌های تیپ اجرایی آباره‌ها تا دهانه ۸ متر که به صورت گسترده در راه‌سازی مورد استفاده قرار می‌گیرد در وبگاه معاونت نظارت راهبردی معاونت برنامه‌ریزی و نظارت راهبردی رئیس‌جمهور در دسترس می‌باشد.

## نگارخانه

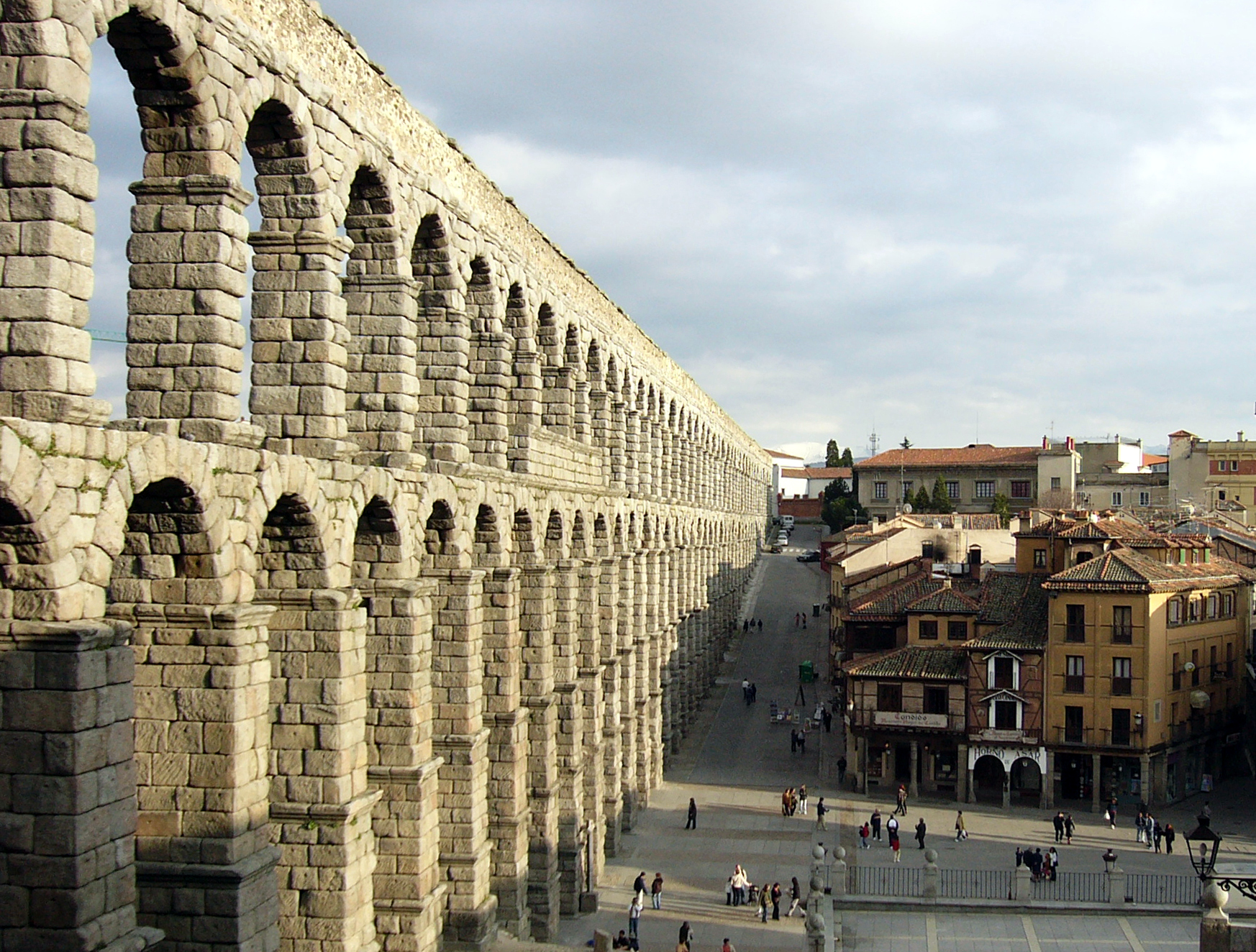
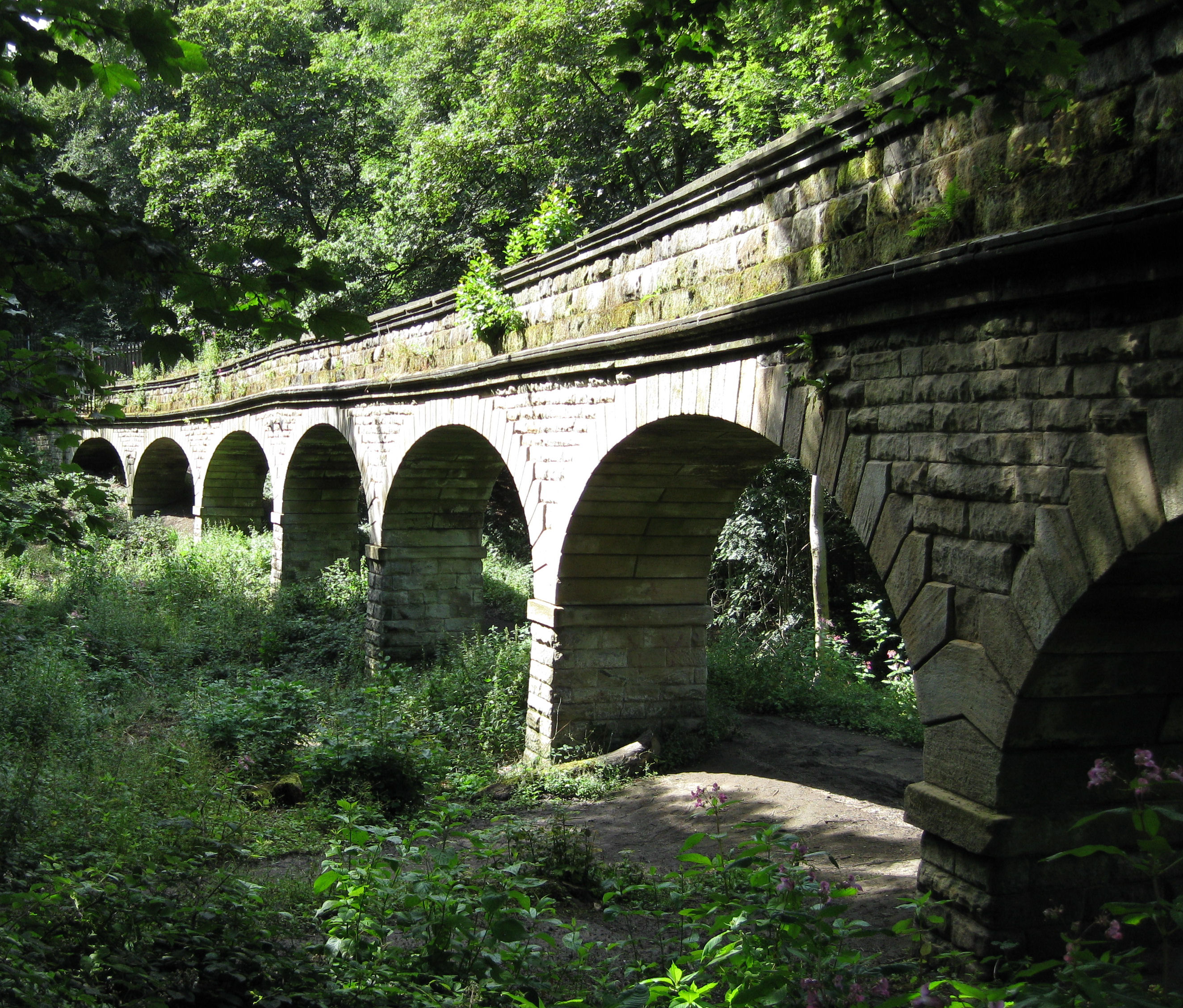
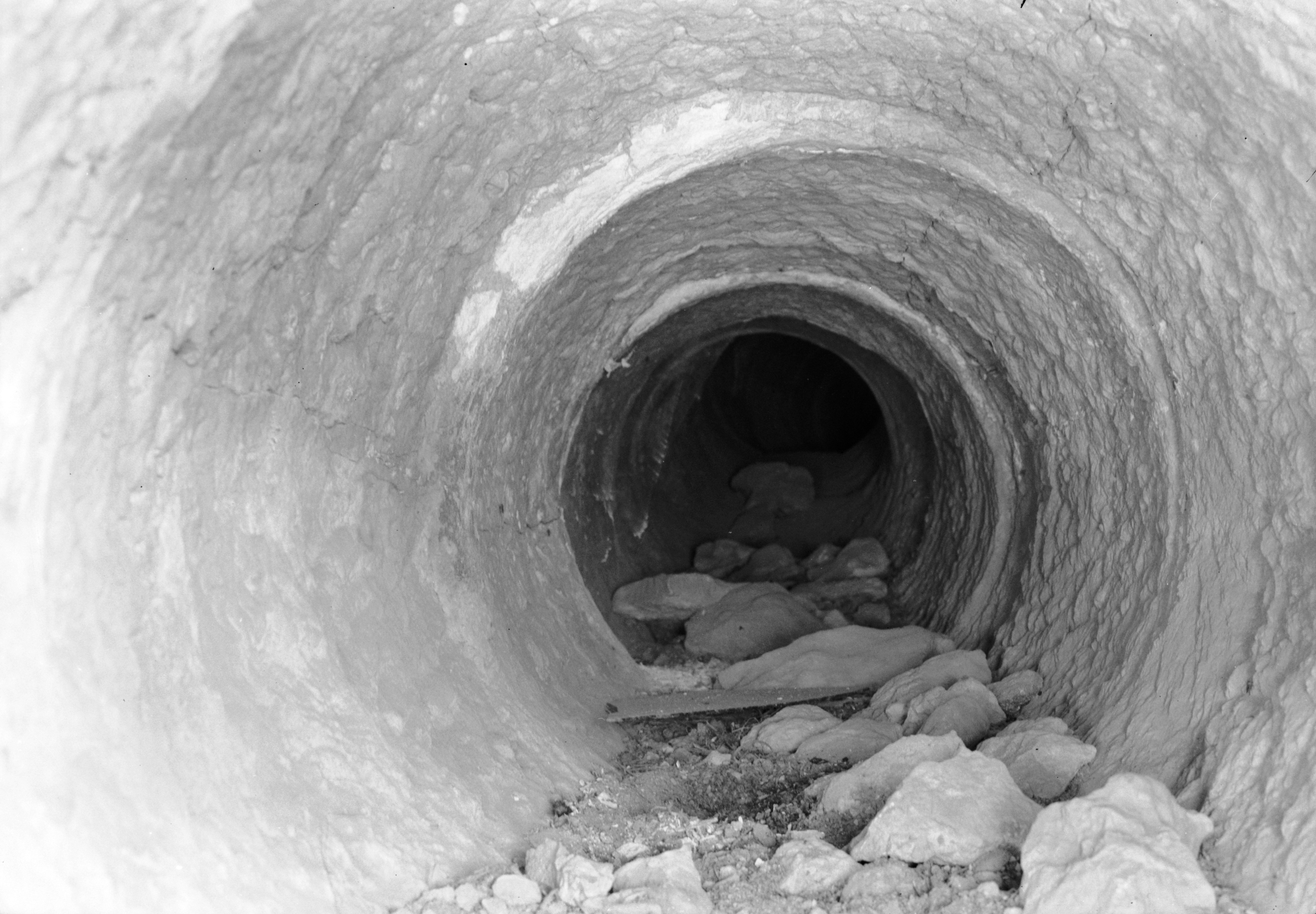
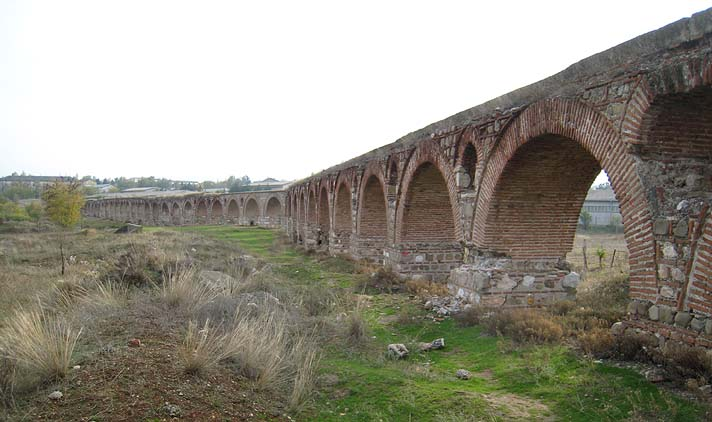
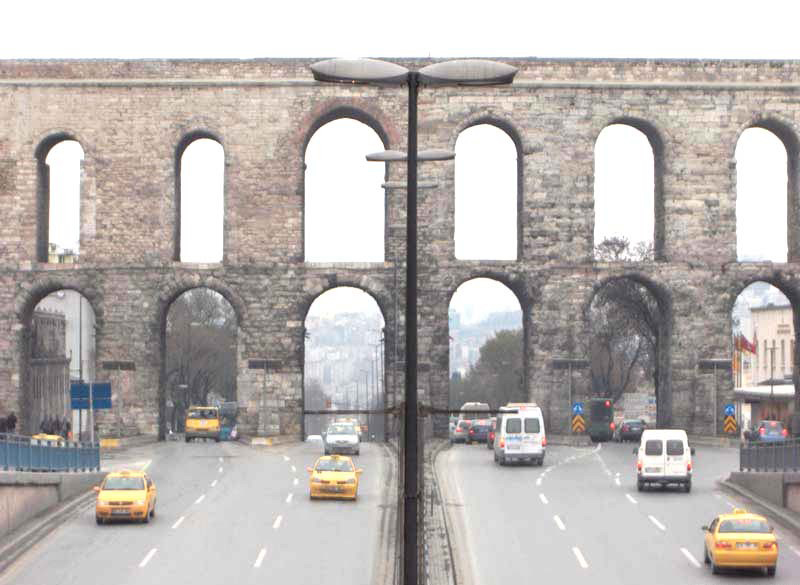
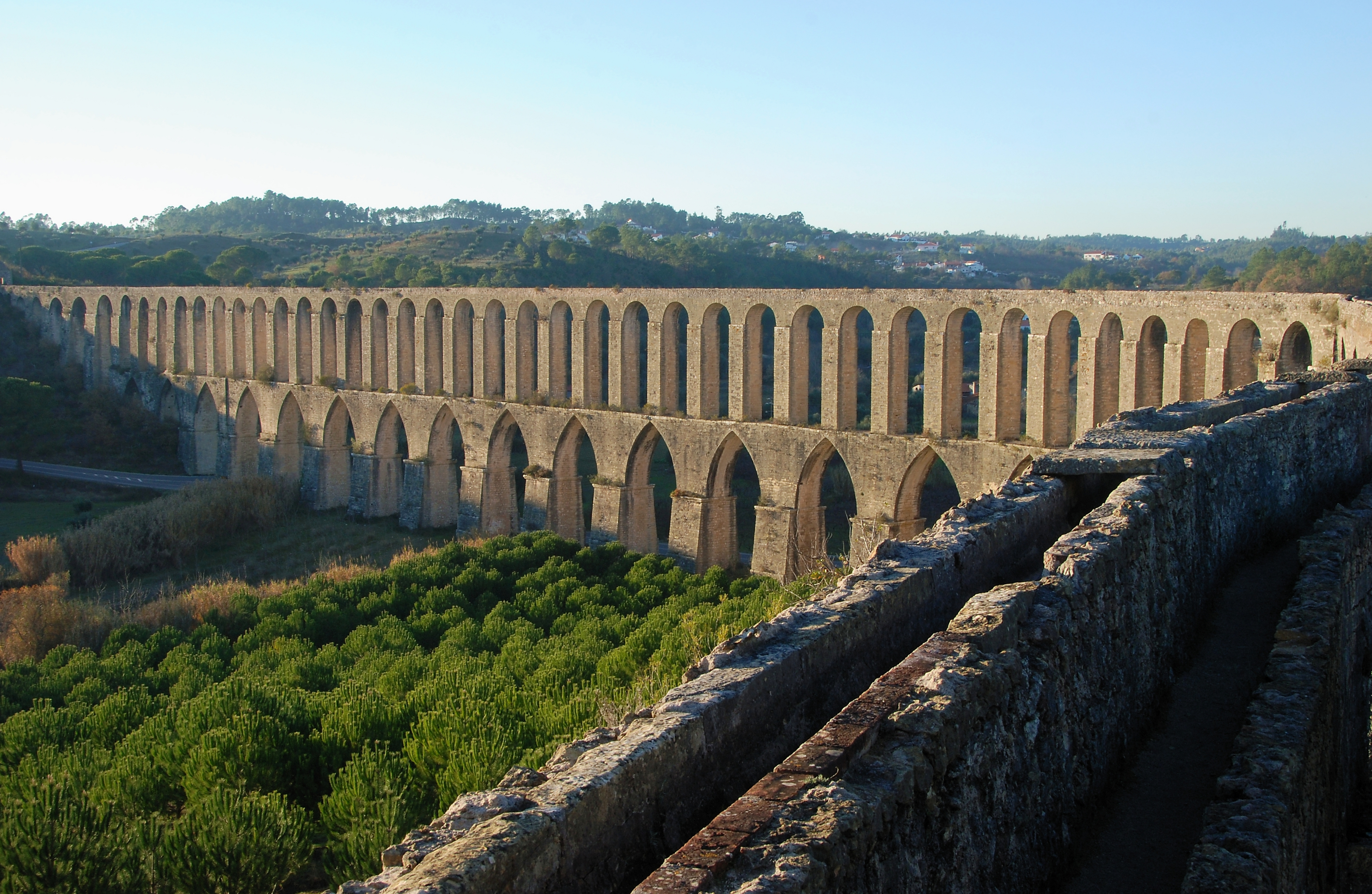
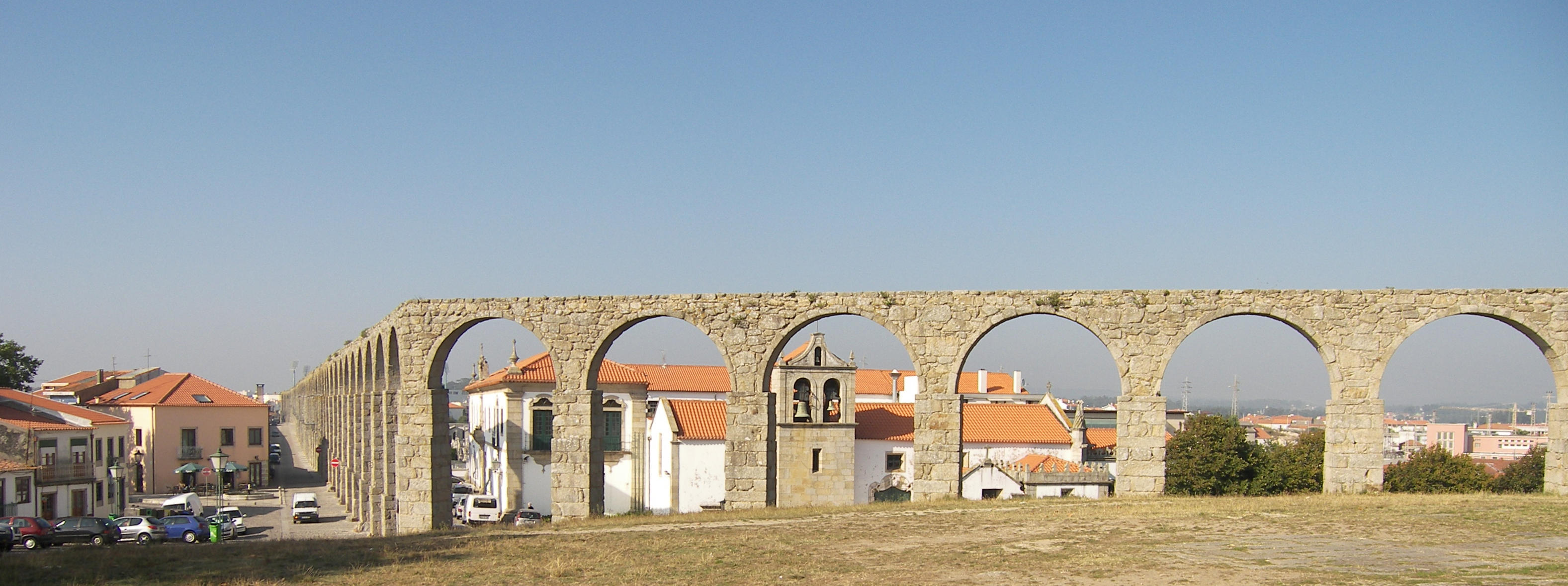
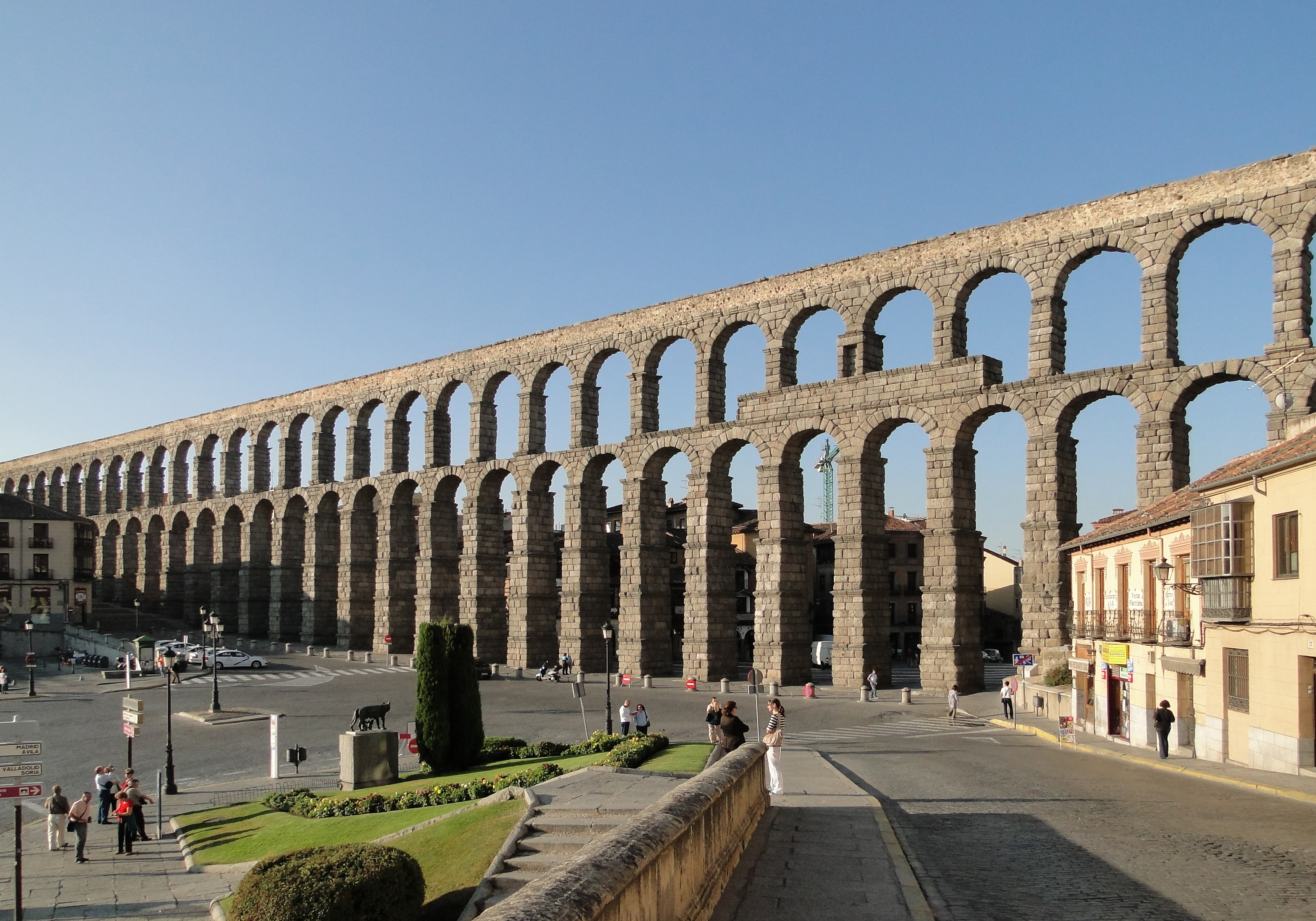
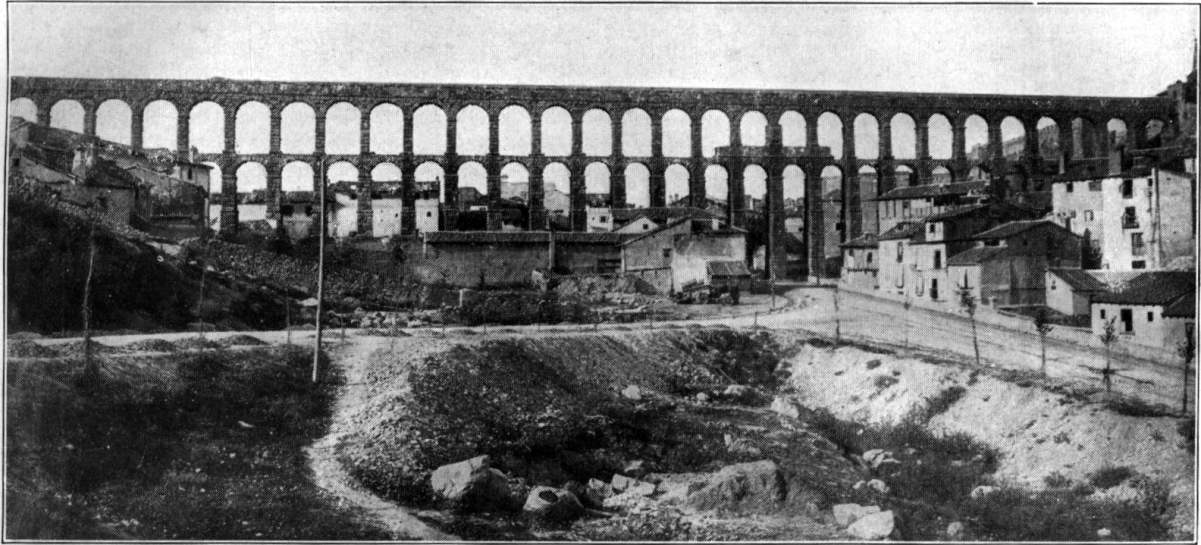
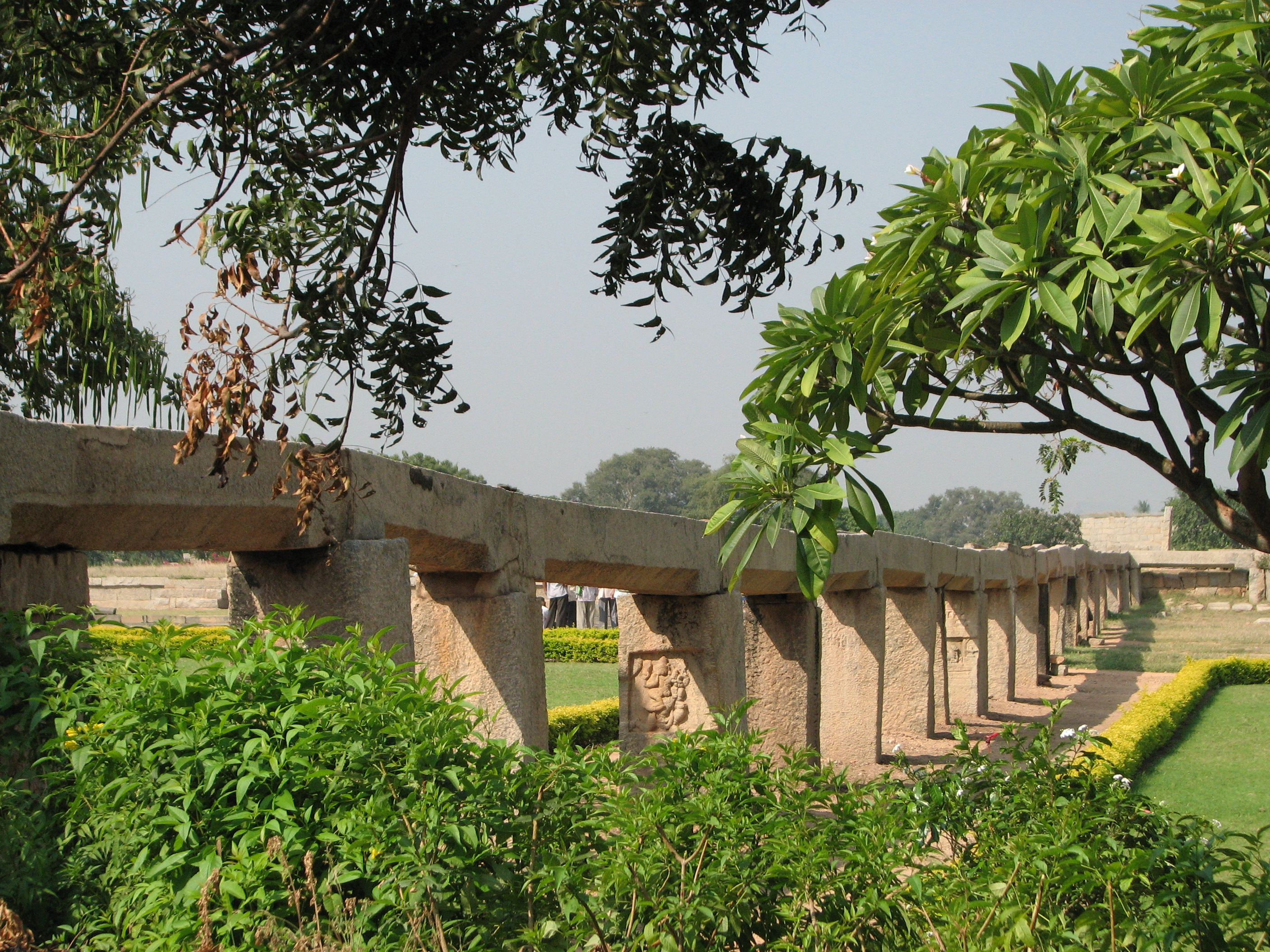
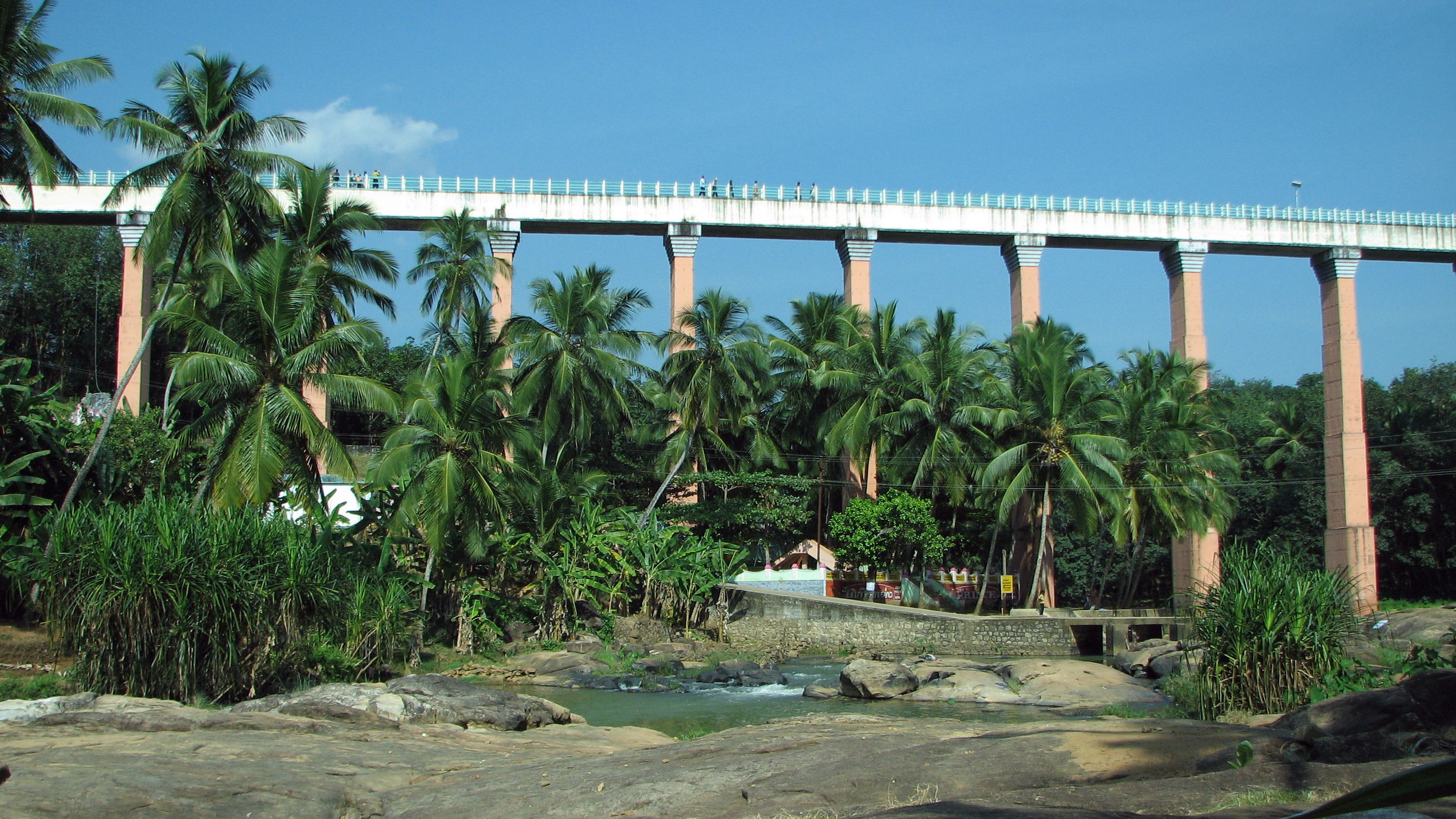
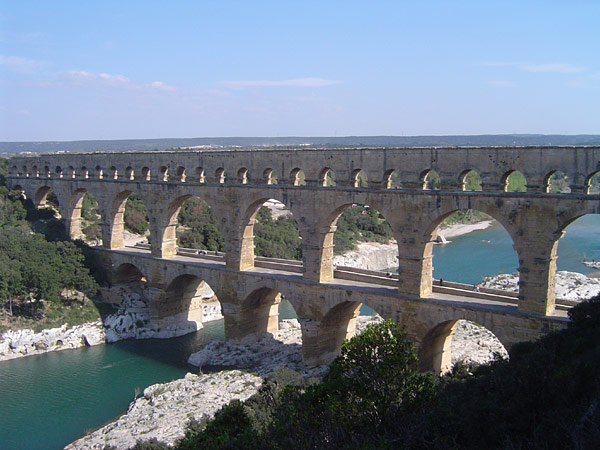